# Tragedia del Mocotíes
La Tragedia del Valle del río Mocotíes o simplemente Tragedia del Mocotíes es el nombre con que se denominó a los efectos desastrosos de una vaguada y los grandes deslizamientos de tierra que se suscitaron en febrero del año 2005 en el Valle del río Mocotíes ubicado en el estado Mérida al oeste de Venezuela y en menor medida en otras zonas de la región andina y de la costa norte de Venezuela. 
En el valle del Mocotíes, se registraron los efectos más intensos de las fuertes y prolongadas lluvias que tuvieron lugar en Tovar y Santa Cruz de Mora. Debido a su ubicación en varios conos de deyección de algunas quebradas o torrentes y, en especial, por la confluencia de la Quebrada Mejías con el propio río Mocotíes, justo al este de dicha población. Sin embargo, también se vieron afectadas otras poblaciones como: La Playa, San Francisco y Zea

## Cronología

### 11 de febrero
Fuertes precipitaciones se registran a lo largo de la costa norte de Venezuela y la región andina con mayor incidencia en el estado Mérida. La comunidad había manifestado su preocupación con anterioridad ante las fuertes precipitaciones que sucedían. Las vías terrestres hacia Caracas (La Autopista Rafael Caldera, la carretera trasandina, entre otras), comenzaron a manifestar deterioro rápidamente debido a escombros que obstaculizaban la superficie. Los ríos y quebradas que ya habrían aumentado su volumen, comienzan a desbordarse poco a poco. Alrededor de las nueve de la noche (09:00 p. m. UTC) baja un alud que cubre todas las carreteras y zonas circundantes, múltiples ríos se desbordan, provocando que la zona quedará totalmente incomunicada por varios días ya que las condiciones atmosféricas no permitirían el ingreso de helicópteros de la Fuerza Aérea Venezolana.
Una cantidad desconocida de autobuses y demás transportes terrestres desaparecieron con sus usuarios, Protección Civil ordenó mantener los autobuses en el Terminal de Santa Cruz de Mora que queda al lado del Río Mocotíes sin observar las consecuencias nefastas que esto acarrearía, hubo escasez de agua y comida, fue decretada zona militar y también se decretó un toque de queda en vista de los saqueos que se produjeron.

### 16 de febrero
Las fuertes precipitaciones se mantienen en la costa norte central de Venezuela ocasionando los desbordamientos de los ríos Capayita y Araira en la población de Araira, Municipio Zamora, estado Miranda. Parte del pueblo de Araira es destruido. Se reportaron tres fallecidos y un centenar de damnificados. También quedaron destruidas las parcelas dedicadas a la agricultura ubicadas en las riberas de ambos ríos. En Caracas se desbordó el río Guaire en varios puntos, especialmente en la Urbanización de la California Sur ocasionando graves daños por sus enormes proporciones.

### 17 de febrero
El río Pacairigua y uno de sus afluentes, la quebrada Silma, en Guatire, Municipio Zamora, estado Miranda se desbordan y ocasionan ingentes pérdidas materiales en la urbanización "Valle Arriba" de esa ciudad. La población Nuevo Guapo, Municipio Acevedo, en el mismo estado Miranda es arrasada por una avalancha de agua y lodo después que una represa rebasara su nivel y se fracturara

### 18 de febrero
Las lluvias comienzan a disminuir.

## Resultados y cifras
Al menos 500 muertos en el Valle del Mocoties, más de un centenar de heridos y damnificados. En el estado Mérida al menos un centenar de damnificados y cuatro fallecidos.

## Reconstrucción y ayuda
El gobierno nacional y la Cruz Roja así como diversas organizaciones ofrecieron ayuda monetaria e insumos para la reconstrucción de la zona. Varias familias fueron trasladadas a centros de refugiados en poblaciones vecinas como la ciudad de Mérida, El Vigía y Tovar así como a la Hacienda La Victoria en Santa Cruz de Mora.